# Mistrovství Československa v lyžařském orientačním běhu 1991
20. ročník Mistrovství Československa v lyžařském orientačním běhu proběhl v jedné individuální a jedné týmové disciplíně během posledního únorového víkendu na Šumavě s centrem v běžeckém lyžařském areálu Zadov v nadmořské výšce 1000-1100 m n. m. 

## Mistrovství ČSFR jednotlivců
Kategorie D21 byla společná s juniorkami, výsledky D19 jsou pouze informativní.
| Datum závodu   | 23. 2. 1991  |  | Místo konání    | Zadov - Churáňov • aréna |  | Pořadatel       | OOB TJ Sokol Pražák |
| Ředitel závodu |              |  | Hlavní rozhodčí |                          |  | Stavitel tratí  |                     |
| Název mapy     | Zlatá studna |  | Web závodu      |                          |  | Výsledky závodu |                     |

| Zkrácené výsledky | Zkrácené výsledky       | Zkrácené výsledky           | Zkrácené výsledky       | Zkrácené výsledky       | Zkrácené výsledky | Zkrácené výsledky       | Zkrácené výsledky                    | Zkrácené výsledky       | Zkrácené výsledky       |
| Pořadí            | H21 - muži              | H21 - muži                  | H21 - muži              | H21 - muži              | Pořadí            | D21 - ženy              | D21 - ženy                           | D21 - ženy              | D21 - ženy              |
| ----------------- | ----------------------- | --------------------------- | ----------------------- | ----------------------- | ----------------- | ----------------------- | ------------------------------------ | ----------------------- | ----------------------- |
| Zlatá medaile     | Jan Janíček             | TJ Švýcárna                 | 1:17:22                 |                         | Zlatá medaile     | Jana Cieslarová         | TJ TŽ Třinec                         | 50:46                   |                         |
| Stříbrná medaile  | Vlastimil Uchytil       | Sportcentrum Jičín          | 1:18:49                 | +1:27                   | Stříbrná medaile  | Marcela Kubatková       | TJ TŽ Třinec                         | 51:41                   | +0:55                   |
| Bronzová medaile  | Ivan Šmaus              | Elitex Jablonec nad Nisou   | 1:21:29                 | +4:07                   | Bronzová medaile  | Mária Paráková          | TJ Slávia Ekonóm UMB Banská Bystrica | 52:31                   | +1:45                   |
| 4                 | Milan Novotný           | Sportcentrum Jičín          | 1:21:37                 | +4:15                   | 4                 | Markéta Novotná         | Slavia Liberec orienteering          | 53:13                   | +2:27                   |
| 5                 | Tomáš Honzík            | VSK Mendelu Brno            | 1:23:00                 | +5:38                   | 5                 | Ludmila Vřešťálová      | VSK Mendelu Brno                     | 55:44                   | +4:58                   |
| 6                 | Jiří Schindler          | Elitex Jablonec nad Nisou   | 1:23:59                 | +6:37                   | 6                 | Mária Honzová           | TJ TŽ Třinec                         | 56:13                   | +5:27                   |
| 7                 | Arno Fišera             | Elitex Jablonec nad Nisou   | 1:24:39                 | +7:17                   | 7                 | Kateřina Vomelová       | OK 99 Hradec Králové                 | 58:06                   | +7:20                   |
| 8                 | Radovan Kunc            | Elitex Jablonec nad Nisou   | 1:24:41                 | +7:19                   | 8                 | Iva Hamáčková           | OK 99 Hradec Králové                 | 58:25                   | +7:39                   |
| 9                 | Valér Franko            | Loko Kysak                  | 1:24:49                 | +7:27                   | 9                 | Jana Kovářová           | OK Jilemnice                         | 59:48                   | +9:02                   |
| 10                | Petr Mareček            | TJ Nové Město na Moravě     | 1:25:50                 | +8:28                   | 10                | Miriam Šipošová         | TJ Slávia Ekonóm UMB Banská Bystrica | 59:82                   | +9:36                   |
| Pořadí            | H19 - junioři           | H19 - junioři               | H19 - junioři           | H19 - junioři           | Pořadí            | D19 - juniorky          | D19 - juniorky                       | D19 - juniorky          | D19 - juniorky          |
| Zlatá medaile     | Martin Sklenář          | Slavia Liberec orienteering | 1:03:34                 |                         | Zlatá medaile     | Jana Cieslarová         | TJ TŽ Třinec                         | 50:46                   |                         |
| Stříbrná medaile  | Petr Strejček           | KOS TJ Tesla Brno           | 1:03:59                 | +0:25                   | Stříbrná medaile  | Marcela Kubatková       | TJ TŽ Třinec                         | 51:41                   | +0:55                   |
| Bronzová medaile  | Martin Zlesák           | OK Jilemnice                | 1:04:21                 | +0:47                   | Bronzová medaile  | Iva Hamáčková           | OK 99 Hradec Králové                 | 58:25                   | +7:39                   |
| Pořadí            | H17 - starší dorostenci | H17 - starší dorostenci     | H17 - starší dorostenci | H17 - starší dorostenci | Pořadí            | D17 - starší dorostenky | D17 - starší dorostenky              | D17 - starší dorostenky | D17 - starší dorostenky |
| Zlatá medaile     | Václav Zakouřil         | OOB TJ Turnov               | 49:44                   |                         | Zlatá medaile     | Kateřina Kastnerová     | TJ Sokol Kostelec na Hané            | 58:11                   |                         |
| Stříbrná medaile  | Ivan Seliga             | Loko Kysak                  | 55:23                   | +5:39                   | Stříbrná medaile  | Hana Doleželová         | TJ TŽ Třinec                         | 1:01:03                 | +2:52                   |
| Bronzová medaile  | Jaroslav Tuma           | Sportcentrum Jičín          | 58:05                   | +8:21                   | Bronzová medaile  | Kateřina Přindová       | Slavia Liberec orienteering          | 1:02:46                 | +4:35                   |
| Pořadí            | H15 - mladší dorostenci | H15 - mladší dorostenci     | H15 - mladší dorostenci | H15 - mladší dorostenci | Pořadí            | D15 - mladší dorostenky | D15 - mladší dorostenky              | D15 - mladší dorostenky | D15 - mladší dorostenky |
| Zlatá medaile     | Tomáš Zakouřil          | OOB TJ Turnov               | 43:21                   |                         | Zlatá medaile     | Michaela Topolová       | TJ Opava                             | 35:31                   |                         |
| Stříbrná medaile  | Jakub Vodrážka          | KOS Slavia Plzeň            | 44:22                   | +1:01                   | Stříbrná medaile  | Eva Kniplová            | Lokomotiva Šumperk                   | 38:19                   | +2:48                   |
| Bronzová medaile  | Robert Zuščia           | Loko Kysak                  | 46:41                   | +3:20                   | Bronzová medaile  | Iva Hloušková           | Rudá hvězda Hradec Králové           | 38:41                   | +3:10                   |

Souhrnné informace naleznete v článku Mistrovství Československa v lyžařském orientačním běhu jednotlivců.

## Mistrovství ČSFR štafet
| Datum závodu   | 24. 2. 1991  |  | Místo konání    | Zadov - Churáňov • aréna |  | Pořadatel       | OOB TJ Sokol Pražák |
| Ředitel závodu |              |  | Hlavní rozhodčí |                          |  | Stavitel tratí  |                     |
| Název mapy     | Zlatá studna |  | Web závodu      |                          |  | Výsledky závodu |                     |

Souhrnné informace naleznete v článku Mistrovství Československa v lyžařském orientačním běhu štafet.